# Никишичи
Никишичи — деревня в составе Мурашинского района Кировской области. 

## География
Находится на расстоянии примерно 5 километров по прямой на юго-восток от районного центра города Мураши.

## История
Известна с 1873 года, когда в ней учтено было дворов 12 и жителей 92, в 1905 22 и 133, в 1926 33 и 135, в 1950 26 и 72 соответственно, в 1989 87 жителей . До 2021 года входила в Мурашинское городское поселение Мурашинского района, ныне непосредственно в составе Мурашинского района.

## Население
Постоянное население  составляло 51 человек (русские 96%) в 2002 году, 23 в 2010.